# Harburger Theater

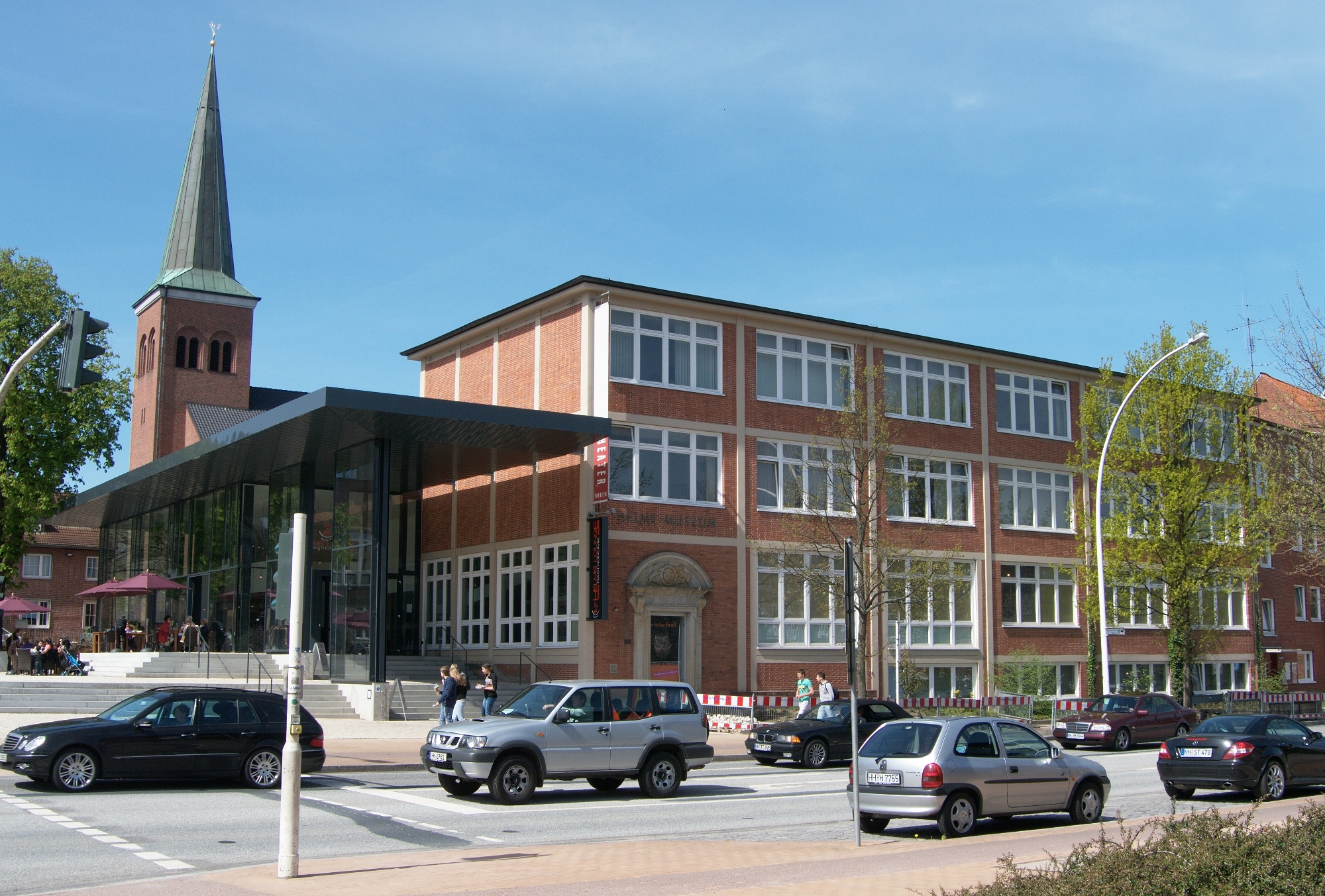
Theater und Museum mit Foyer-Vorbau am Museumsplatz (2010). Ansicht von der Knoopstraße aus.

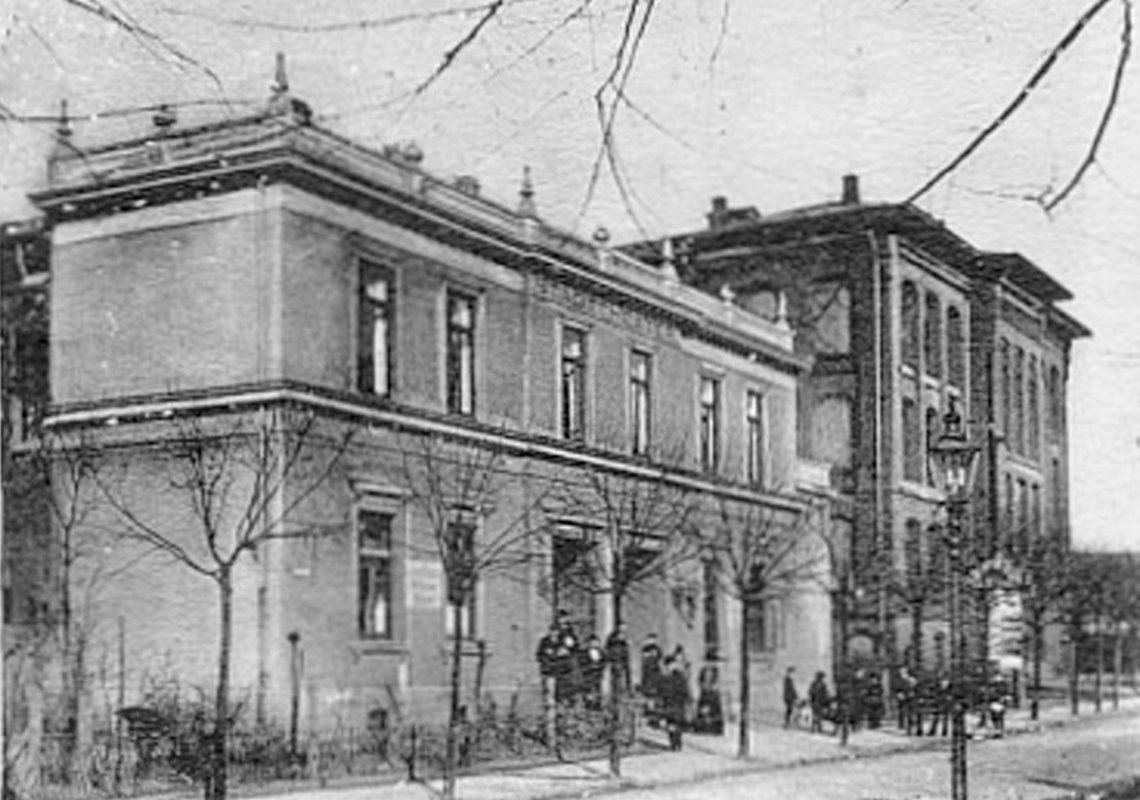
Harburger Stadttheater (Kerschensteinerstraße) um 1900

Das Harburger Theater ist ein privat betriebenes Theater in Hamburg. Das Programm besteht aus einer Mischung von Klassikern, Komödien, modernen Zeitstücken und Musicals. Der Theatersaal befindet sich im Haupthaus des Archäologischen Museums Hamburg (Helms-Museums) am Museumsplatz in Harburg. Intendant ist seit 2003 Axel Schneider, der auch das Altonaer Theater und die Hamburger Kammerspiele leitet.

## Geschichte
Das Theater wurde 1893 als Harburger Stadttheater der damals eigenständigen Stadt Harburg (Elbe) gegründet. Beim Bau wurden Teile des zuvor abgebrannten Oldenburgischen Staatstheaters verwendet. Das Haus an der Kerschensteiner Straße wurde 1944 im Zweiten Weltkrieg durch Bomben zerstört. An der gleichen Stelle wurde 1961 eine Sporthalle errichtet.
Nach Kriegsende 1945 übernahm Hans Fitze die Leitung der Städtischen Bühne Harburg – im Saal der Gaststätte „Rönneburger Park“. Nachdem die Stadt Hamburg beschlossen hatte, das Theater nicht weiter zu finanzieren, leitete Fitze die Bühne seit 1949 als Privattheater an wechselnden Orten, wie der Friedrich-Ebert-Halle weiter, bevor es schließlich den Saal im neuen Gebäude des Helms-Museums bezog. Hans Fitze leitete das Theater lange Zeit erfolgreich und übernahm 1954 auch die Leitung des Altonaer Theaters. Beide Theater gerieten dann jedoch in finanzielle Schwierigkeiten und mussten 1994 schließen.
Von 1995 bis 2003 wurde das Harburger Theater vom Stadttheater Lüneburg bespielt. Dann übernahm der bereits zuvor beim Altonaer Theater erfolgreiche Axel Schneider 2003 auch in Harburg die Intendanz und erreichte eine Platzauslastung von 75 % (bei 2009 etwa 1.100 Abonnenten).
2009 wurde das Foyer von Theater und Museum um einen Glasvorbau mit Kasse und Gastronomie erweitert.

## Personen
- Hans Fitze Intendant/Direktor von 1945 bis 1994

### Schauspieler
- Siegfried Arno Bühnendebüt
- Bruno Kastner Erstes Engagement um 1910
- Gustav Knuth 1919 bis 1922
- Hans Jürgen Diedrich Bühnenausbildung und Schauspieler bis 1954
- Kai Möller Bühnendebüt 1920
- Arthur Schröder Bühnendebüt 1910